# Баксендейл, Хелен
Хе́лен Викто́рия Баксенде́йл-Уи́льямс (англ. Helen Victoria Baxendale-Williams; 7 июня 1970) — британская актриса и кинопродюсер.

## Личная жизнь
С 1993 года Хелен замужем Дэвидом Л. Уильямсом. У супругов есть трое детей: дочь и два сына — Нелл Уильямс (род. в сентябре 1998), Эрик Уильямс (род. в октябре 2001) и Винсент Эллиот Уильямс (род.20.06.2006).